# Löw Schwab

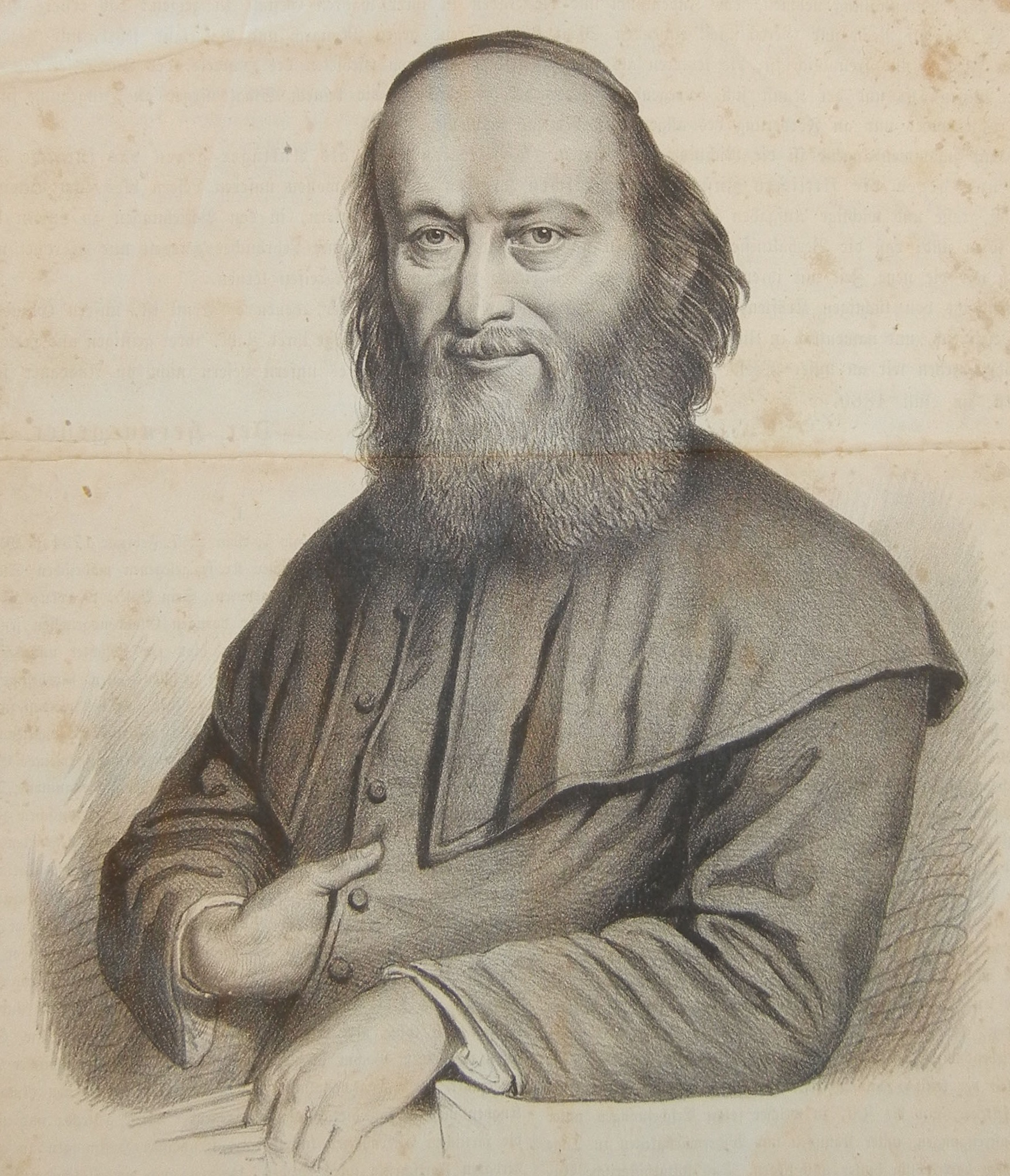
Löw Schwab

Löw Schwab (hebräisch יהודה ליב שוואב, ungarisch Schwab Oroszlán; 7. Februar 1794 in Mährisch-Kromau – 3. April 1857 in Pest) war ein mährisch-österreichischer Rabbiner.

## Leben

### Kindheit und Schulbesuche
Er war der Sohn des Hausierers Markus Schwab. Der Vater sorgte trotz knapper Finanzen für eine sehr frühe schulische Ausbildung Löws im Lesen und Schreiben der deutschen Sprache in einer damaligen Trivialschule sowie für den Besuch einer Talmudschule.
Der junge Schwab fiel durch Lerneifer und Fleiß auf, so dass er ab 1802 sein Heimatdorf verließ und Talmudschüler beim Talmudisten R. Moses Schmerl wurde, aber nach einem Jahr nach Kromau zurückkehrte. Dort begann er bei einem strenggläubigen polnischen reisenden Juden eine Ausbildung für die Jeschiwa. Bereits mit 11 Jahren waren ihm die wichtigsten jüdischen Schriften geläufig. Die Ausbildung war streng und grob, trotzdem bewahrte sich Schwab sein freundliches Wesen, seine jugendliche Frische und seine Lernbegierde. So kam er auf eigenen Wunsch im Jahr 1805 zu dem mährischen Landesrabbiner R. M. Benedict in Nikolsburg, anschließend ging er nach Preßburg, um dort 1807 eine Ausbildung zum Rabbiner bei R.(abbiner) Mose Sopher anzutreten.
In der Schule des Sopher, der zu seinen Schülern ebenfalls sehr streng war, aber dies mit Wohlwollen und Leutseligkeit verband, hatte sich Löw in Geistesdemuth sowie Gebetseifer zu zeigen, Der Lehrer stellte dem gelehrigen Jungen sogar einen Helfer an die Seite. Nach einem Jahr in Preßburg hielt es Löw Schwab jedoch nicht an dieser Schule und er kehrte in sein Heimatland Mähren zurück. Weitere vier Jahre bildete er sich auf Schulen in Nikolsburg und Trebitsch weiter und wagte sich bald auch an das Lesen deutscher und hebräischer Literatur, lernte Sprachen und studierte geschichtliche Werke und mittelalterliche religionsphilosophische Schriften – alles, was ihm unter die Hände kam.

### Erwerb von allgemeinem Wissen und Grundkenntnissen des Judentums
Wiederum nach vier Jahren zog Schwab nach Gewitsch, wo er unter Rabbi Joachim Deutschmann weitere  akademische Kenntnisse erlangte, insbesondere im wissenschaftlichen Arbeiten und in der Mathematik. Hier lernte er einen ehrwürdigen Rabbi in der israelitischen Gemeinde kennen, mit dessen Hilfe sich Schwab im Ort endlich heimisch zu fühlen begann. Der ältere Freund und Deutschmann selbst rühmten den 18-Jährigen über alle Maßen: „... ein Schatz an Talent, Witz, Scharfsinn, seltenes Gedächtnis [...] gepaart mit außergewöhnlichem Schönheitssinn, und tiefem Gefühl für alles Gute und Edle, [...] eiserner Fleiß, welcher ihn befähigte, jedes Hindernis zu bewältigen.“.
Diese enorme Bewunderung von Schwabs Person führte dazu, dass Deutschmann seinen Schüler in die besseren Kreise einführte, ihm Lehrerstellen und ein kleines gesichertes Einkommen verschaffte. Trotzdem erwog Schwab ernsthaft, auch diesen Ort zu verlassen, um schließlich im Ausland seine Kenntnisse noch einmal erweitern zu können, er verfolgte das Ziel, unbedingt selbst als Rabbiner tätig werden zu können. Doch Deutschmann konnte ihn zum Bleiben bewegen. Zur gleichen Zeit ging Löw Schwab mit der Tochter eines Schabboßes-Herrn, der ihn gern als Schwiegersohn sehen würde, eine Verlobung ein. Schwab verdoppelte seinen Fleiß, getragen von Freundschaft und Liebe; die zukünftigen Schwiegereltern versahen ihn mit allen materiellen und finanziellen Mitteln. Er begann auch selbst zu schreiben und zu dichten und dieses seinen Gästen vorzutragen und wurde rasch in der Provinz bekannt.

### Erste Rabbinate
Schwab wurde im Jahr 1818 nach Trebitsch als Rabbiner berufen und heiratete im darauf folgenden Jahr seine Braut. Er fand, dass er als Rabbiner noch immer nicht vollkommen ausgebildet sei und verfolgte hartnäckig das Ziel, zum Landesrabbiner aufsteigen zu können. Obwohl Deutschmann bald verstarb, blieb die Stelle unbesetzt, da inzwischen die Gemeinde in großen finanziellen Problemen steckte. Da war es für Löw Schwab ein Glücksfall, dass er von dem reichen Tuchfabrikanten Veith Ehrenstamm im Jahr 1821 nach Proßnitz als Lehrer und Haus-Rabbi und eingestellt wurde, zunächst zog aber seine Familie nicht hierher. Schwab gewann rasch Freunde bei den jüdischen Einwohnern und auch bei den Arbeitern der Fabrik. In der Gemeinde schwelte seit langem ein Glaubenszwist zwischen den Anhängern der reichen Bewohner und sog. Chasanen, aus dem sich Schwab heraushalten konnte.
Dagegen bewarb er sich um 1925 auf die freie Stelle als Rabbiner in Gewitsch und wurde zur Pessach-Zeit fast einstimmig gewählt. Doch die Gemeinde forderte von ihm die Vorlage des Rabbinats-Diploms, um das Amt antreten zu können. Um die Prüfung abzulegen, ging Schwab nach Nikolsburg, wo aber inzwischen auf Veranlassung des Interims-Predigers von Gewitsch (dem Dajan) viele Denunziationen und Schmähbriefe über ihn eingetroffen waren und also der Landesrabbiner ihm die Prüfung verweigerte. Für ihn setzte sich jedoch die wesentlich liberalere Gemeinde von Proßnitz beim Landesrabbiner ein und verlangte die Durchführung der Rabbiner-Prüfung. Schließlich blieb Benedict nichts weiter übrig, als dies zu gewähren und eine „besonders strenge Prüfung“ durchzuführen („der teutsche Raw müsse scharf hergenommen werden“). Löw Schwab wurde nach mehreren Wochen dauernden Prüfungen jedenfalls offiziell selbst Rabbiner. Er konnte die jüdische Gemeinde Gewitsch im September 1814 übernehmen, wo er würdig willkommen geheißen wurde. Doch die Gegner waren nur zum Schweigen gebracht worden und Widerstand gegen Schwabs Amt hielt sich hartnäckig. – Als im Jahr 1826 eine Rabbiner-Stelle in Eibenschitz angeboten wurde, verweigerte der Landesrabbiner seine Zustimmung, auch dadurch, dass er Schwab die Urkunde seiner bestandenen Prüfung erst im Jahr 1828 zuschickte. In den Jahren lehrte und predigte Schwab in seiner Gemeinde fleißig und unverdrossen, hielt Vorträge und trat in Vereinen auf.
Nachdem durch plötzlichen Tod des Landesrabbiners Benedict 1819 und nach einigen Umbesetzungen die Rabbinats-Stelle in Proßnitz neu besetzt werden musste, wurde Schwab in geheimer Wahl mit klarer Mehrheit auf diesen Posten gewählt. Jedoch blieb noch die Neubesetzung des Landesrabbiners offen. Dafür gab es dann drei Bewerber, von denen Löw Schwab von den sechs Wahlmännern alle Stimmen erhielt.
Schwab wurde in seiner Gemeinde um jedwede Hilfe bei persönlichen und sozialen Dingen gebeten, die er gern wahrnahm. Er führte auch als erster in Mähren aus „reiner Neuerunglust“ offizielle religiöse Trauungen in der Synagoge ein, was den Widerspruch des Landesrabbiners herausforderte, aber nicht zur Rückkehr alter Zeremonien führte.
Im Jahr 1835 erhielt Löw Schwab, inzwischen weit über seine Heimatregion bekannt und beliebt, eine briefliche Anfrage, ob er in Pest das Rabbinat übernehmen würde. Er lehnte das Angebot aufgrund eigener starker Zweifel zu seiner Eignung, zur vollständigen Änderung seines Kulturkreises, du den Problemen der dortigen Gemeinde ab. Das Mitglied dieser jüdischen Gemeinde, Josef Rosenthal und weitere Vertreter, hatten jedoch bereits die Wahl vollzogen und teilten das Ergebnis am 16. August 1935 durch persönliche Übergabe des Rabbinats-Briefes in Proßnitz an Familie Schwab mit: 52 anwesende Repräsentanten stimmten einstimmig für Löw Schwab. Die bisherige Gemeinde versuchte kurzfristig, ihn vor Ort zu halten, gab diese Bemühungen jedoch bald auf. Nun erledigte Schwab alle notwendigen Schritte für einen Umzug, hielt in Proßnitz noch einen gut besuchten Abschieds-Vortrag und traf am 28. Januar 1836 in Pest ein.

### Als Rabbiner in Pest
Am 30. Januar 1836 hatte Löw Schwab seinen ersten Auftritt (Drascha) vor der jüdischen Gemeinde von Pest in der alten Synagoge, seine erste Predigt in der neuen Synagoge (auch Chorschule oder Israelitischer Cultus-Tempel zu Pest genannt) hielt er am darauf folgenden Sabbat. Durch weitere folgende tiefgründige und anrührende Predigten gewann er bald die Herzen der tausenden Gläubigen beider Gemeinden. Seine unermüdlichen Einsätze wie in der Schulkommission, als Friedensrichter, als Vermittler bei Streitigkeiten, Hilfe in Krankheitsfällen und vieles andere mehr führten zu großem Ansehen. Auf Schwabs Einsatz geht die im Jahr 1840 eröffnete Kleinkinder-Bewahranstalt in Pest zurück.
Am 22. Dezember 1841 eröffnete und segnete Schwab ein neu eingerichtetes jüdisches Spital in Pest.
Zur gleichen Zeit engagierte sich Löw Schwab stark für die Emanzipation der Juden in Ungarn, er selbst verfasste eine Petition an den Österreichisch-Ungarischen Reichstag, um die Lage der Juden im Lande weiter zu verbessern, um ihnen vor allem die „vollen staatsbürgerlichen Rechte zuzuerkennen“. Er setzte sich auch dafür ein, dass die im Lande lebenden Israeliten auch die Sprache ihres Gastlandes beherrschen sollen. Leider entwickelte sich die Lage jedoch eher judenfeindlich, so dass Schwab nun sogar eine Broschüre gegen den sich ausbreitenden Judenhass verfasste und die Veröffentlichung einzelner Aufsätze in Tageszeitungen veranlasste. Aus Anlass einer Teilnahme Schwabs an einer 1844 in Páks abgehaltenen Synode hielt dieser eine mehrstündige Rede, wo er insbesondere die Aufnahme von Rechten und Pflichten der Israeliten in Ungarn in neu abzufassenden staatlichen Dokumenten forderte. Zugleich forderte er dazu auf, dass ein von sämtlichen Rabbinern approbiertes Religionsbuch für Ungarns Judenschaft verfasst werden möge. In seiner Gemeinde führte er selbst kleinere Reformen ein, z. B. dass deutschsprachige Lieder gesungen werden können und dass in einer Synagoge auch eine Orgel installiert und benutzt werden darf. Es fanden sich aber auch prominente Vertreter des jüdischen Glaubens, die Schwabs Reformbestrebungen ablehnten.
Schwabs bedeutendstes Engagement führte dazu, dass der Bau einer neuen Großen Synagoge in Budapest geplant werden konnte und zustande kam: „Es sei nun an der Zeit, unserem Gotte, der Anbetung und Verehrung seines heiligen Namens ein ‚feste Stätte‘ zu gründen.“ So erwarb die jüdische Gemeinde ein Baugrundstück, und unter Schwabs Leitung wurde versucht, althergebrachte Bräuche und Eigentümlichkeiten aus beiden Bethäusern aufzubrechen und mit neuen Herangehensweisen für die Hauptsynagoge zu verbinden. Er rief zur Eintracht und Einigkeit auf, um einen neuen würdigen Tempel errichten zu können. In dieser Zeit erfolgten auch Spendensammlungen zur Finanzierung des Palais’. – Die Auswirkungen der politischen Entwicklungen im Zusammenhang mit den Unruhen der Jahre 1848/1849 in vielen Ländern Europas führten aber die nächsten Jahre zum Erliegen aller Neubaubestrebungen und auch in Ungarn bekamen die Gegner die Oberhand: Löw Schwab wurde im August 1849 eingekerkert und kam erst nach drei Monaten wieder frei. Während der Haft starb eine seiner Töchter und auch seine Frau. – Im Jahr 1853 begann der Bau der Synagoge. Es richtete ihn aber auf, als er die ehrliche Anteilnahme seiner treuen Gemeinden und den Fortgang des Tempelbaus erlebte. Trotzdem nahmen körperliche und altersbedingte Beschwerden Schwabs immer stärker zu, schließlich verließ er ab 14. März 1857 sein Bett nicht mehr. Am 3. April erlag Löw Schwab seinen Leiden.
Die Beisetzung des bedeutenden Rabbiners erfolgte am 5. April 1857 auf dem Jüdischen Friedhof in Pest unter großer Anteilnahme seiner beiden Gemeinden (Pest und Neu-Ofen).